# Réacteur à haut flux
Pour les articles homonymes, voir RHF.
Le réacteur à Haut Flux (RHF, acronyme de l'anglais high flux reactor) est un réacteur de recherche situé à l'Institut Laue-Langevin à Grenoble, qui a divergé pour la première fois en 1971. Le RHF forme, avec le European Synchrotron Radiation Facility (ESRF) voisin, un complexe unique au monde pour l'exploration de la matière.
D'une puissance de 58 mégawatts, il est constitué d'un cœur de 10 kg d’uranium très enrichi, modéré et refroidi à l'eau lourde. Il est utilisé pour produire des faisceaux de neutrons ; c'est l'une des sources de neutrons les plus intenses du monde. Chaque faisceau a un spectre en énergie particulier, qui va des neutrons chauds aux neutrons froids et ultra-froids. Les installations annexes sont les ateliers de détritiation et de gestion de l'eau lourde. Il s'agit de l'installation nucléaire de base no 67.  
Les faisceaux de neutrons sont utilisés pour élucider la structure de la matière inerte et vivante (protéines, membranes biologiques), pour la physique fondamentale, ou pour fabriquer des radioéléments à usage médical.  
En juillet 1974, de l'antimoine 124 radioactif se répand dans les 600 m3 d'eau de la piscine. En raison de déversements trop importants d'effluents radioactifs dans des égouts insuffisamment étanches, cela conduit à une pollution radioactive significative de la nappe phréatique de l'Isère. Le Service central de protection contre les rayonnements ionisants ne prévient pas la population grenobloise.
Le RHF a exploité pendant des années un procédé de détritiation de l'eau lourde et de séparation isotopique hydrogène/deutérium/tritium par distillation cryogénique. C'est la seule installation civile a posséder ce retour d'expérience dans le contexte réglementaire français : seuls les projets prévus pour ITER dépasseront les installations de l'Institut Laue-Langevin.
La cuve a été entièrement remplacée au début des années 1990. En 1991, le réacteur a été arrêté pendant deux ans.  Entre 2004 et 2007, le bâtiment réacteur a été renforcé pour résister aux séismes, pour un coût de 30 millions d’euros. Entre 2012 et 2016, 21 millions d'euros supplémentaires ont été investis dans la sûreté du réacteur, à la suite des évaluations post-Fukushima : un nouveau PC de crise, des systèmes d'arrêt automatique, de confinement et d'apport d'eau de refroidissement en cas de séisme ou d'inondation extrême. Le réacteur devrait continuer à fonctionner jusqu'en 2035.

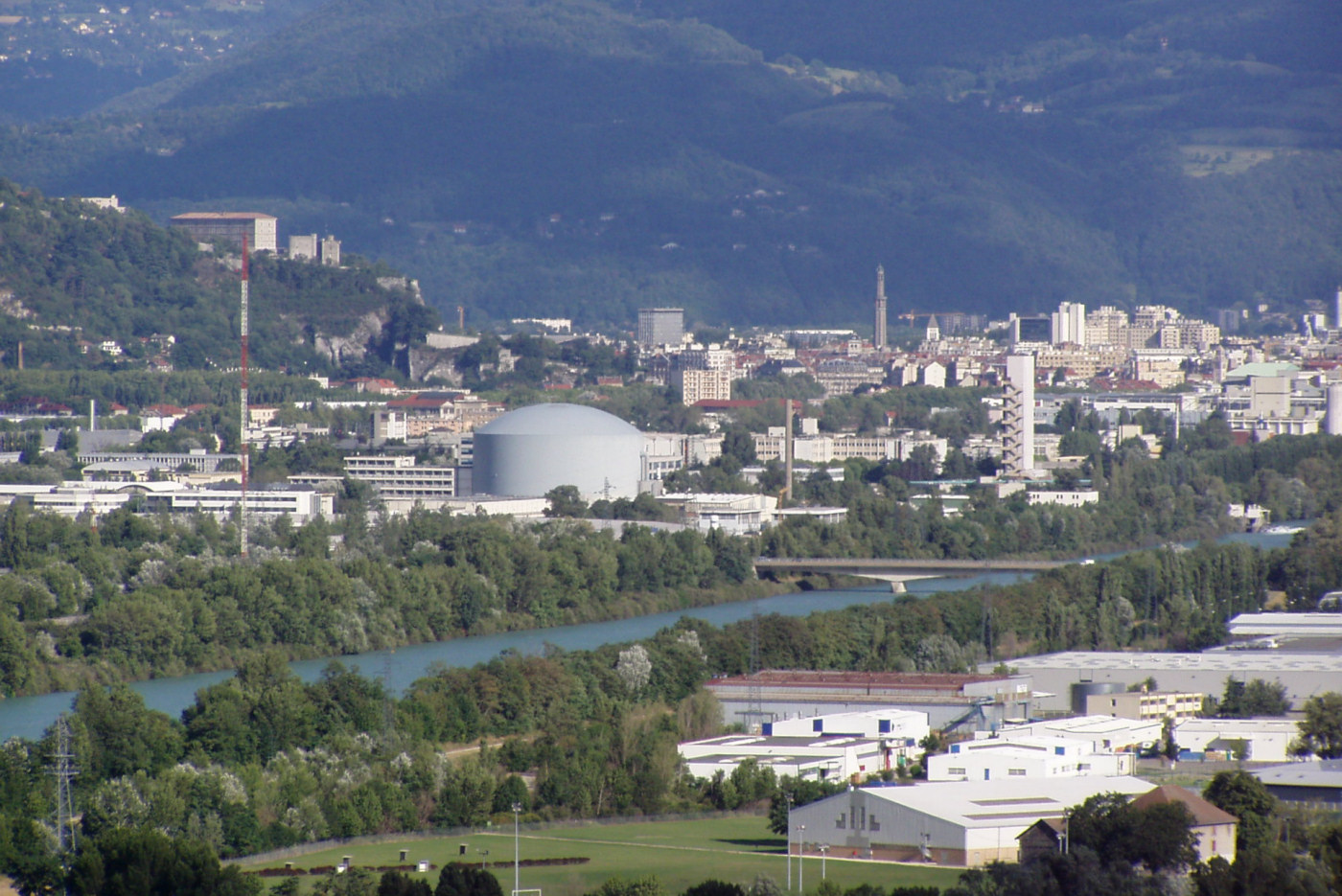
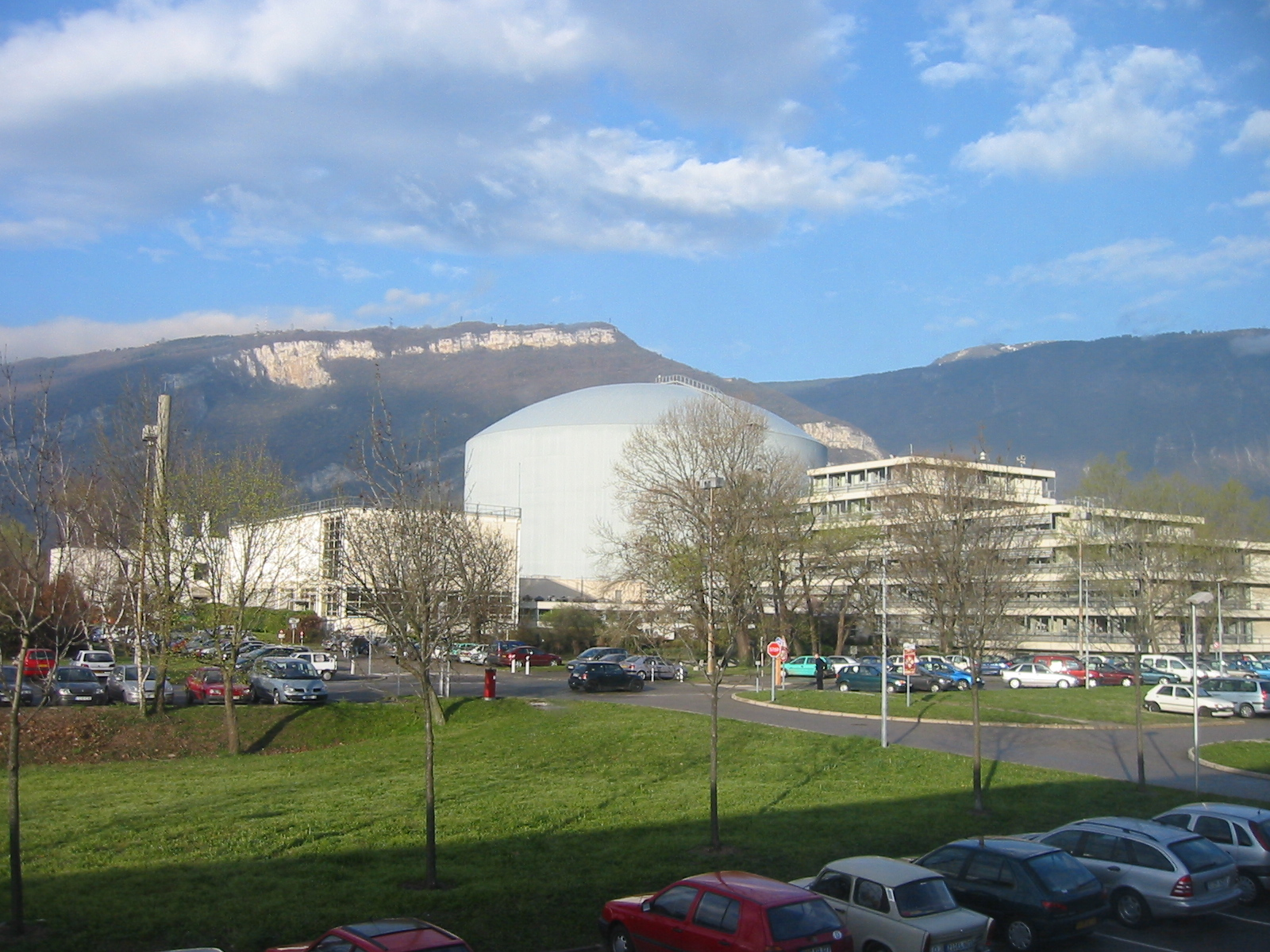
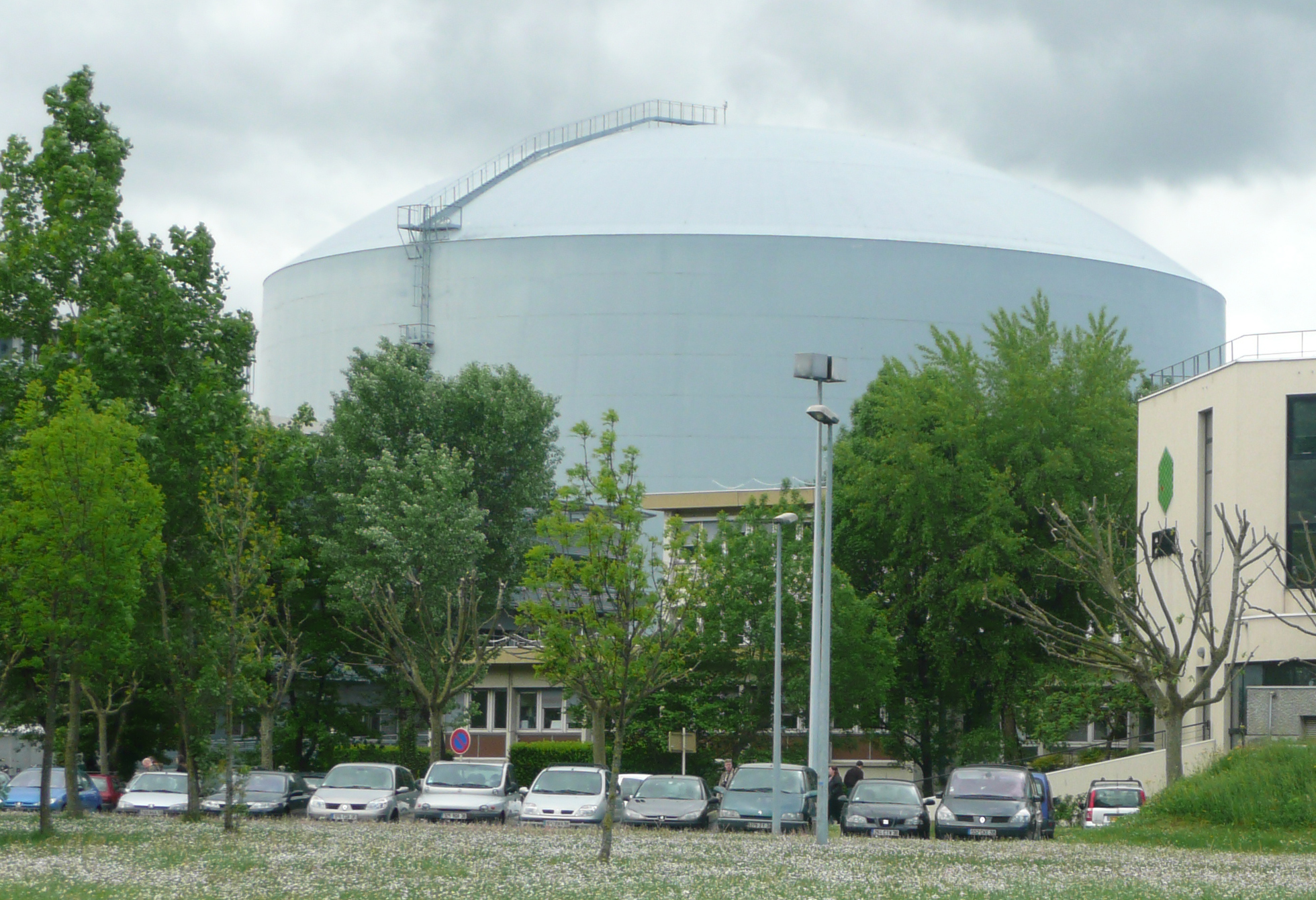
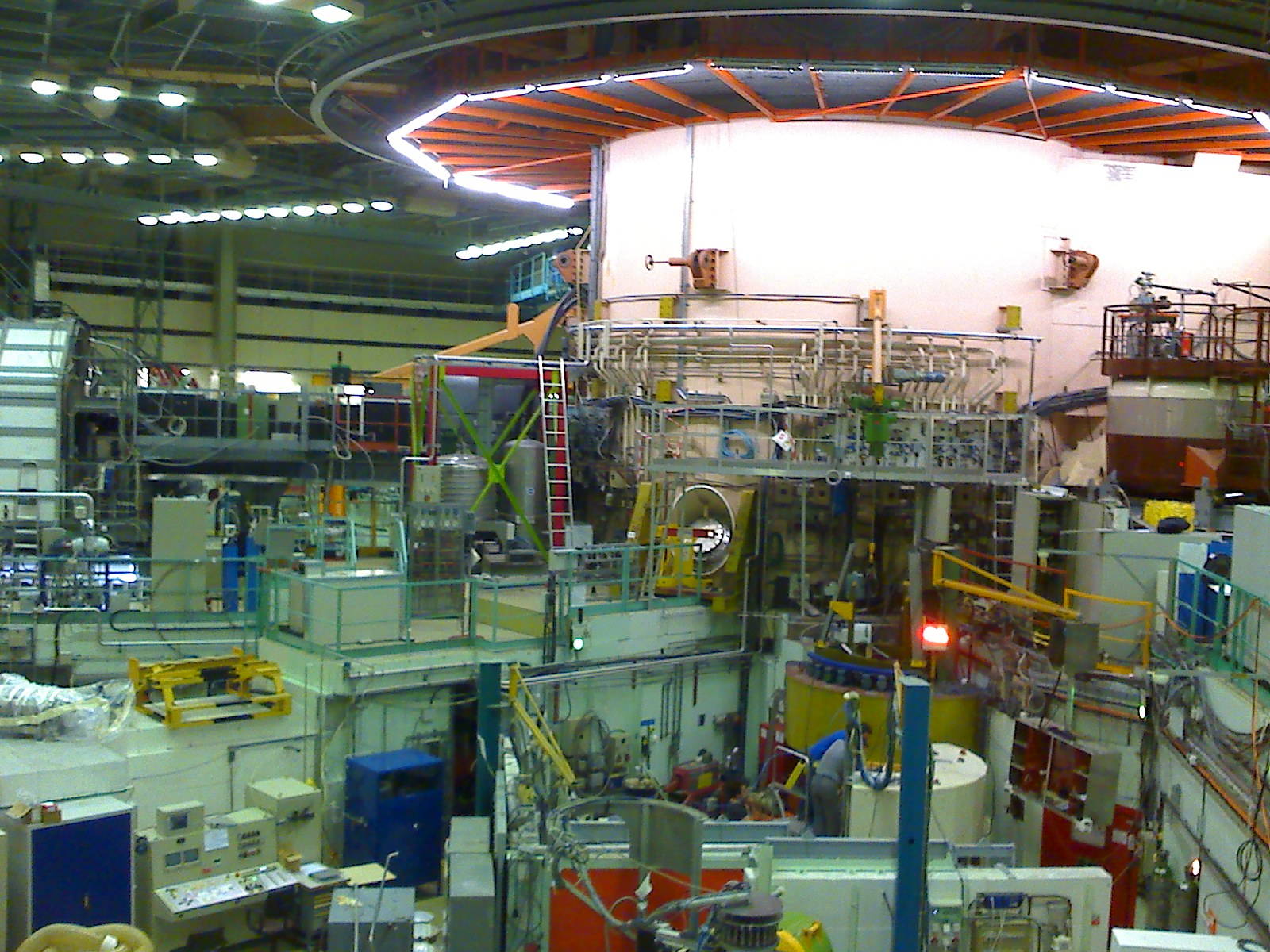
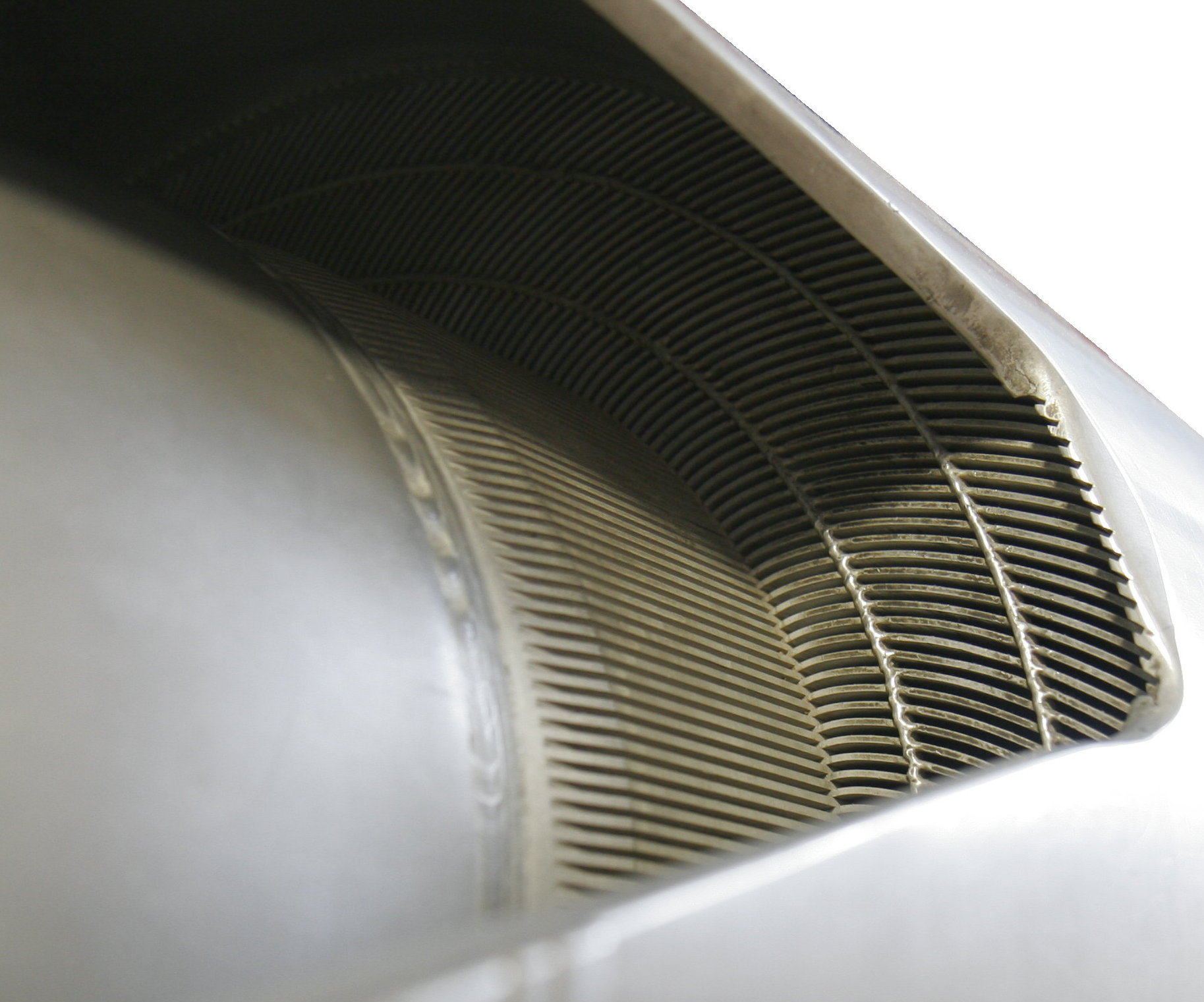